# Giovanni di Bretagna
Giovanni di Bretagna, o Jean de Bretagne, III conte di Richmond (1266 circa – Bretagna, 17 gennaio 1334), era figlio di Giovanni II di Bretagna e Beatrice d'Inghilterra, e per parte di madre nipote di Enrico III d'Inghilterra.
Fu al servizio di Edoardo II e combatté nelle guerre di indipendenza scozzesi. Il 15 ottobre 1306 ereditò dal padre il titolo di Conte di Richmond. Sebbene sia rimasto leale a Edoardo II durante il tempo della rivolta dei baroni, finì per sostenere Isabella di Francia e Ruggero Mortimer, I conte di March. Si ritirò quindi nei propri possedimenti francesi rimanendo estraneo alla lotta politica per il resto della vita.
Giovanni di Bretagna non era un soldato provetto, e tra i conti inglesi era politicamente abbastanza insignificante. Ciononostante era un diplomatico capace, tenuto in conto sia da Edoardo I che da Edoardo II per le sue capacità negoziali. Non contrasse matrimonio, e alla sua morte il titolo e le proprietà passarono al nipote, Giovanni III di Bretagna.

## La famiglia e la giovinezza
Giovanni era il secondo figlio sopravvissuto del duca Giovanni II di Bretagna e della di lui moglie Beatrice d'Inghilterra: Beatrice era figlia di Enrico III d'Inghilterra, il che fece di Giovanni il nipote del figlio ed erede di Enrico, Edoardo I. Suo padre portava il titolo di conte di Richmond, ma era ben poco coinvolto negli affari politici inglesi. Giovanni crebbe alla corte d'Inghilterra insieme al figlio di Edoardo I, Enrico d'Inghilterra, che morì a sette anni nel 1274. In gioventù partecipò a tornei, senza però distinguersi particolarmente. Quando nel 1294 il re di Francia confiscò a Edoardo il ducato d'Aquitania, Giovanni si imbarcò per la Francia ma non riuscì a prendere Bordeaux, e la Pasqua del 1295 dovette abbandonare la città di Rions. Nel gennaio 1297 divise la sconfitta all'assedio di Bellegarde con Henri de Lacy, dopodiché tornò in Inghilterra.
Nonostante l'insuccesso francese rimase tenuto in alta considerazione da Edoardo I, che lo considerava quasi come un figlio. Dopo il ritorno in Inghilterra fu coinvolto nelle guerre d'indipendenza scozzesi; era probabilmente alla battaglia di Falkirk e sicuramente prese parte all'assedio del castello di Caerlaverock nel 1300. Suo padre morì nel 1305 e gli succedette nel titolo di duca di Bretagna il fratello maggiore di Giovanni, Arturo. L'anno successivo, tuttavia, Edoardo I conferì a Giovanni l'altro titolo paterno, quello di conte di Richmond.

## Al servizio di Edoardo II
Sebbene militarmente e politicamente insignificante, il governo inglese lo teneva in considerazione come un affidabile diplomatico. Era un abile negoziatore, e le sue relazioni in terra di Francia erano per lui un patrimonio su cui contare. Nel 1305 Edoardo I lo nominò Guardiano di Scozia, carica confermata anche da Edoardo II nel 1307. A quel tempo Giovanni era anche uno dei più anziani conti della nazione. Al deteriorarsi delle relazioni tra Edoardo II e la nobiltà, Giovanni rimase leale al re; nel 1309 prese parte all'ambasciata a papa Clemente V al fianco del favorito di Edoardo, Pietro Gaveston. Nel 1310 tuttavia i rapporti tra Edoardo II e i suoi conti si deteriorarono a tal punto che un comitato di magnati prese il controllo del governo. Giovanni fu uno degli otto conti che facevano parte del gruppo di 21 persone, i cosiddetti "Lords Ordainers".

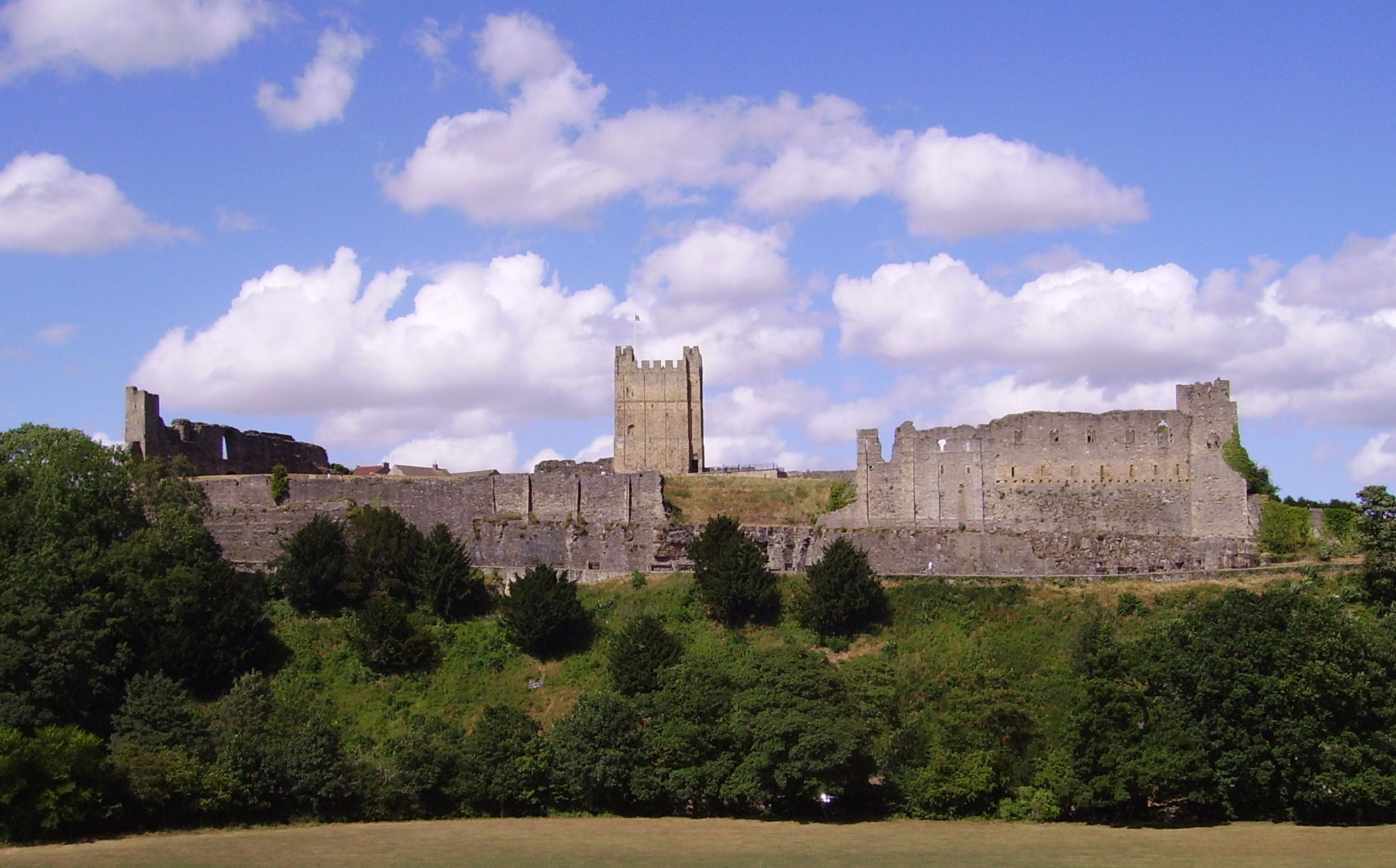
Il castello di Richmond, sede della contea omonima.

Giovanni viaggiò quindi in Francia per trattative diplomatiche, prima di tornare in Inghilterra. Gaveston, esiliato dai Lord, ma in seguito tornato clandestinamente in patria, fu assassinato nel giugno 1312 da Tommaso Plantageneto ed altri nobili. Toccò a Giovanni, con Gilberto de Clare, VIII conte di Gloucester, riconciliare le due parti dopo quel tragico evento. Nel 1313 seguì Edoardo in una visita di Stato in Francia, a testimonianza della fiducia che la monarchia riponeva in lui. Nel 1318 fu testimone del trattato di Leake, che reintegrava Edoardo nei pieni poteri.
Nel 1320 accompagnò nuovamente il re in Francia, e l'anno successivo condusse trattative di pace con gli Scozzesi. Quando nel 1322 Tommaso Plantageneto si ribellò e venne sconfitto alla Battaglia di Boroughbridge, Giovanni presenziò al processo e alla sentenza di condanna a morte Dopodiché Edoardo condusse un'infruttuosa campagna militare contro gli scozzesi; Giovanni gli coprì la ritirata alla battaglia di Old Byland, permettendogli di sfuggire alla cattura, ma venne lui stesso preso prigioniero: rimase in cattività sino al 1324, quando fu liberato per un riscatto di 14 000 marchi. Dopo il rilascio continuò nell'attività diplomatica, in Scozia e in Francia.

## Deposizione di Edoardo II e ultimi anni
Nel marzo 1325 Giovanni fece un ultimo ritorno in Francia, e per la prima volta si schierò chiaramente contro il sovrano: i suoi possedimenti in Inghilterra vennero allora confiscati dalla Corona, e lui si avvicinò alla regina Isabella, che, inviata in missione diplomatica in Francia, non era tornata disobbedendo agli ordini del marito. Nel settembre 1326 Isabella, il suo amante Mortimer, ed un piccolo esercito, sbarcarono in Inghilterra; nel gennaio 1327 Edoardo II fu costretto ad abdicare, e venne proclamato re suo figlio, Edoardo III. Sebbene i possedimenti confiscati gli fossero stati restituiti, Giovanni di Bretagna trascorse i suoi ultimi anni in Francia, restando tagliato fuori dagli affari politici inglesi. Morì il 17 gennaio 1334 e fu sepolto nella chiesa dei francescani a Nantes.

## Ascendenza
|                          |                        |                                    | Genitori                 |  |  | Nonni |  |  | Bisnonni             |  |  | Trisnonni           |  |
|                          |                        |                                    |                          |  |  |       |  |  | Pietro I di Bretagna |  |  | Roberto II di Dreux |  |
|                          |                        |                                    |                          |  |  |       |  |  | Pietro I di Bretagna |  |  | Roberto II di Dreux |  |
|                          |                        | Yolanda di Coucy                   |                          |  |  |       |  |  | Pietro I di Bretagna |  |  |                     |  |
| Giovanni I di Bretagna   |                        |                                    |                          |  |  |       |  |  | Pietro I di Bretagna |  |  |                     |  |
|                          |                        | Alice di Thouars                   | Guido di Thouars         |  |  |       |  |  |                      |  |  |                     |  |
|                          |                        | Alice di Thouars                   | Guido di Thouars         |  |  |       |  |  |                      |  |  |                     |  |
|                          |                        | Alice di Thouars                   | Costanza di Bretagna     |  |  |       |  |  |                      |  |  |                     |  |
| Giovanni II di Bretagna  |                        | Alice di Thouars                   |                          |  |  |       |  |  |                      |  |  |                     |  |
|                          |                        | Tebaldo I di Navarra               | Tebaldo III di Champagne |  |  |       |  |  |                      |  |  |                     |  |
|                          |                        | Tebaldo I di Navarra               | Tebaldo III di Champagne |  |  |       |  |  |                      |  |  |                     |  |
|                          |                        | Tebaldo I di Navarra               | Bianca di Navarra        |  |  |       |  |  |                      |  |  |                     |  |
| Bianca di Navarra        |                        | Tebaldo I di Navarra               |                          |  |  |       |  |  |                      |  |  |                     |  |
|                          |                        | Agnese di Beaujeu                  | Guiscardo IV di Beaujeu  |  |  |       |  |  |                      |  |  |                     |  |
|                          |                        | Agnese di Beaujeu                  | Guiscardo IV di Beaujeu  |  |  |       |  |  |                      |  |  |                     |  |
|                          |                        | Agnese di Beaujeu                  | Sibilla di Hainaut       |  |  |       |  |  |                      |  |  |                     |  |
| Giovanni di Bretagna     |                        | Agnese di Beaujeu                  |                          |  |  |       |  |  |                      |  |  |                     |  |
|                          | Giovanni d'Inghilterra | Enrico II d'Inghilterra            |                          |  |  |       |  |  |                      |  |  |                     |  |
|                          | Giovanni d'Inghilterra | Enrico II d'Inghilterra            |                          |  |  |       |  |  |                      |  |  |                     |  |
|                          | Giovanni d'Inghilterra | Eleonora d'Aquitania               |                          |  |  |       |  |  |                      |  |  |                     |  |
| Enrico III d'Inghilterra | Giovanni d'Inghilterra |                                    |                          |  |  |       |  |  |                      |  |  |                     |  |
|                          |                        | Isabella d'Angoulême               | Ademaro III d'Angoulême  |  |  |       |  |  |                      |  |  |                     |  |
|                          |                        | Isabella d'Angoulême               | Ademaro III d'Angoulême  |  |  |       |  |  |                      |  |  |                     |  |
|                          |                        | Isabella d'Angoulême               | Alice di Courtenay       |  |  |       |  |  |                      |  |  |                     |  |
| Beatrice d'Inghilterra   |                        | Isabella d'Angoulême               |                          |  |  |       |  |  |                      |  |  |                     |  |
|                          |                        | Raimondo Berengario IV di Provenza | Alfonso II di Provenza   |  |  |       |  |  |                      |  |  |                     |  |
|                          |                        | Raimondo Berengario IV di Provenza | Alfonso II di Provenza   |  |  |       |  |  |                      |  |  |                     |  |
|                          |                        | Raimondo Berengario IV di Provenza | Garsenda di Provenza     |  |  |       |  |  |                      |  |  |                     |  |
| Eleonora di Provenza     |                        | Raimondo Berengario IV di Provenza |                          |  |  |       |  |  |                      |  |  |                     |  |
|                          |                        | Beatrice di Savoia                 | Tommaso I di Savoia      |  |  |       |  |  |                      |  |  |                     |  |
|                          |                        | Beatrice di Savoia                 | Tommaso I di Savoia      |  |  |       |  |  |                      |  |  |                     |  |
|                          |                        | Beatrice di Savoia                 | Margherita di Ginevra    |  |  |       |  |  |                      |  |  |                     |  |
|                          |                        | Beatrice di Savoia                 |                          |  |  |       |  |  |                      |  |  |                     |  |